# Infinitivo histórico
El infinitivo histórico es un recurso estilístico usado en textos narrativos, biografías, crónicas o resúmenes históricos, que describe acciones históricas usando verbos en infinitivo para producir un sentido de cercanía con el relato. Su objetivo es generar cercanía a través de la interrupción del orden del período al cual la narración pertenece..
Aunque no se clasifica como un tiempo verbal independiente, se puede analizar como una forma del modo infinitivo utilizada con una función específica dentro de la narración. Su propósito principal es dar una sensación de inmediatez y hacer que los eventos del pasado se sientan más presentes para el lector. Puede ser utilizado como alternativa al pretérito imperfecto.